# Hylaeus polifolii
Hylaeus polifolii là một loài Hymenoptera trong họ Colletidae. Loài này được Cockerell mô tả khoa học năm 1901.